# Специальный налоговый режим
Специальный налоговый режим  — особый порядок исчисления и уплаты налогов и сборов в течение определённого периода времени, применяемый в случаях и в порядке, установленных Налоговым кодексом и принимаемыми в соответствии с ним федеральными законами.
Современное налоговое законодательство Российской Федерации предусматривает пять специальных налоговых режимов.

## Специальные налоговые режимы

### Система налогообложения для сельскохозяйственных товаропроизводителей
Данный режим также известен под названием Единый сельскохозяйственный налог. Налогоплательщиками при данном налоговом режиме являются сельскохозяйственные товаропроизводители (организации и индивидуальные предприниматели), добровольно перешедшие на этот режим.

### Упрощённая система налогообложения
Особый вид налогового режима, ориентированный на снижение налогового бремени в организациях малого бизнеса и облегчение ведения налогового учёта.

### Единый налог на вменённый доход (в законе больше его нет)
Налог, вводимый законами субъектов Российской Федерации и заменяющий собой уплату ряда налогов и сборов, существенно сокращает и упрощает контакты с фискальными службами.

### Система налогообложения при выполнении соглашений о разделе продукции
Данный налоговый режим применяется при выполнении соглашений, которые заключены в соответствии с Федеральным законом от 30.12.1995 г. № 225-ФЗ «О соглашениях о разделе продукции».

### Патентная система налогообложения
С 1 января 2013 г., введён Федеральным законом от 25.06.2012 N 94-ФЗ.